# Rák (betegség)

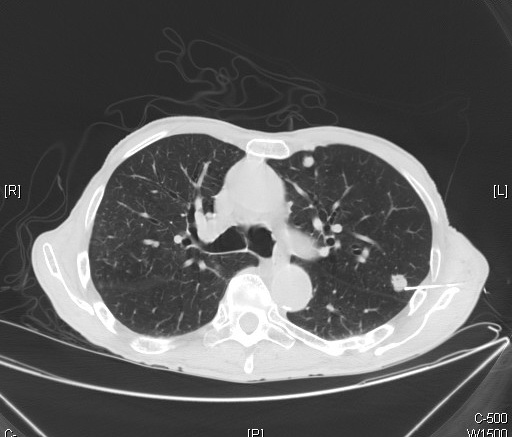
Metasztatikus carcinoma CT felvétele

A rákbetegségek közös jellemzője a szabályozatlan sejtszaporulat, a biológiai szövetekbe való betörési képesség. Ez utóbbi tulajdonságuk történhet invázióval és áttétképzéssel is. Ezt a kontrollálatlan növekedést olyan DNS-hibák, genetikai mutációk okozzák, melyek a sejtciklus szabályozásában vesznek részt.
Általában több ilyen mutációra van szükség a daganat kialakulásához. Néhány ilyen hibát kemikáliák, fizikai hatások okoznak, mások öröklődnek vagy éppen spontán jelennek meg. Azaz genetikus és környezeti tényezők együttesen vezethetnek eltorzult növekedési szabályozáshoz.
A rák számos tünetet okozhat, amelyek attól függően alakulnak ki, hogy a daganat hol helyezkedik el, milyen a karaktere és van-e áttétképzés. Akár fájdalommentes is lehet. A diagnózishoz általában szükség van a patológus szövettani vizsgálatára, a laboratóriumi eredményekre és a klinikai megfigyelésekre egyaránt. A patológus a mintát biopsziával vagy műtét során veszi le. A diagnózis után a rákos betegségeket leggyakrabban kemoterápiával, sugárkezeléssel vagy sebészeti beavatkozással kezelik. Az orvostudománynak a rákos daganatokkal foglalkozó ágát onkológiának nevezzük.
Kezelés nélkül a rák halálhoz vezet. A legtöbb rák kezelhető, sok közülük teljesen gyógyítható, amennyiben kezelése időben megkezdődik. A rák több formája olyan környezeti tényezőkkel van összefüggésben, mint a dohányzás, az alkoholizmus hatása a szervezetre vagy egyes vírusok. Ezek egy része könnyedén elkerülhető, ezért a világ közegészségügyi és oltási programjai igen fontosak.

## Elnevezésének eredete
Hippokratész több rákfajta leírását is elkészítette. A jóindulatú tumorokat onkosznak nevezte, ami duzzanatot jelent görögül, míg a rosszindulatú tumorokat karcinosznak hívta, ami a rák görög elnevezése. A különös névválasztás oka valószínűleg a rosszindulatú daganat távoli hasonlósága egy rákhoz, a jól körülhatárolható, kör alakú középrésszel és az innen szerteágazó, vékony nyúlványokkal.
Később a szó végéhez csatolta az -oma toldalékot, ami görögül daganatot jelent, így alakult ki a karcinóma elnevezés. A mai szóhasználatban a karcinóma az epiteliális sejtekből kiinduló rosszindulatú daganat orvosi elnevezése. Celsus volt az az orvos, aki a karcinosz kifejezést latinra fordítva bevezette a cancer elnevezést, amely magyarra fordítva lett rák. Galénosz az „onkosz” kifejezéssel írta le általában a tumorokat, innen ered a mai onkológia elnevezés.

## Nomenklatúra és osztályozás
Az alábbi rokonértelmű kifejezések használatosak abnormális daganatok említése során:
- Neoplasia vagy neoplazma a pontos, tudományos meghatározása az első paragrafusban említett megbetegedéseknek. A csoportba sok különböző betegség tartozik, a szokásos osztályozásuk alább olvasható. A neoplazma lehet jóindulatú vagy rosszindulatú.
- A rák a betegség széles körben elterjedt elnevezése, általában a rosszindulatú neoplazma értendő alatta. Néha az ilyen rosszindulatú daganatok egyik alcsoportja, a karcinóma említésére alkalmazzák. Tekintettel a szó ismertségére, gyakran még orvosok és tudósok is ezt a kifejezést alkalmazzák, amikor neoplazmikus betegségekről, mint csoportról beszélgetnek.
- Az orvosi nyelvezetben a tumor egyszerűen daganatot vagy csomót jelent, legyen az neoplazmikus, gyulladásos vagy egyéb. A köznyelvben azonban ez a kifejezés is gyakorlatilag azonos a jó- vagy a rosszindulatú neoplazmával. Ez a használat azonban nem pontos, hiszen egyes neoplazmák, például a leukémia vagy az in situ carcinoma, soha nem formálnak tumort.

## Ráktípusok
Az egyes rák típusokat osztályozhatjuk aszerint, hogy honnan erednek, azaz milyen fejlődéstani sejtcsoportból származnak; hol helyezkednek el stb.

### Benignus (jóindulatú) tumorok osztályozása
- adenoma: mirigyes szerkezetű vagy mirigyes eredetű
- papilloma: hámfedte terület ujjszerű kiemelkedése
- polyp: nyálkahártya terület makroszkóposan is látható szövetszaporulata
- cystadenoma: üreges szerkezetű szövetproliferáció.

### A kiindulási sejt elhelyezkedése alapján
- a karcinóma epiteliális sejtből indul. Ebbe a csoportba tartoznak a leggyakoribb megbetegedések, például: a mell, a prosztata, a tüdő, a vastagbél, a bőr, az emésztőrendszer vagy a mirigyek rákjai.
- a leukémia a csontvelői őssejtekből indul,
- a limfóma a nyirokcsomó betegsége,
- a melanóma a melanocitákból,
- a szarkóma a kötőszövetekből,
- a teratóma a magzati sejtekből,
- a glióma az agy sejtjeiből indul ki,
- a szeminóma a here daganata.

A rosszindulatú daganatokat általában úgy nevezik el, hogy az érintett testrész latin vagy görög neve után csatolják a fenti kategóriák egyikét. Például, a rosszindulatú májdaganat elnevezése hepatokarcinóma; a zsírsejtek rosszindulatú daganata pedig liposzarkóma.
A jóindulatú daganatok általában az -oma toldalékkal kerülnek elnevezésre. Például az anyaméh simaizmának jóindulatú daganata a leiomyoma. Ez a névszabály azonban nem tökéletes, mivel több rosszindulatú tumor elnevezése is tartalmazza ezt a toldalékot: például neuroblasztóma, limfóma vagy melanóma.

## Kialakulásának okai és patofiziológia

### A rák alapjai
A sejtosztódás vagy sejtburjánzás egy fiziológiai folyamat, amely szinte minden szövetben és számos körülmény hatására beindulhat. Normális esetben a sejtburjánzás és a sejtek elhalásának egyensúlya szigorúan szabályozottan megy végbe, hogy a szervek és szövetek integritása megmaradjon. A rák kialakulásához vezető DNS mutációk megszakítják ezt a rendezett folyamatot.
A szabályozatlan és gyakran igen gyors sejtburjánzás jóindulatú vagy rosszindulatú daganat (rák) kialakulásához vezethet. A jóindulatú daganat nem terjed át a test más szerveire vagy támad meg más szöveteket, ritkán jelent életveszélyt, hacsak fizikailag nem nyom össze létfontosságú szerveket vagy okoz ektópiás hormontermelést. A rosszindulatú daganat megtámadhat más szöveteket is, a test távoli részeiben alakíthat ki áttéteket (metasztázis), és veszélyeztetheti az egyén életét.

### Sejtszintű megközelítés

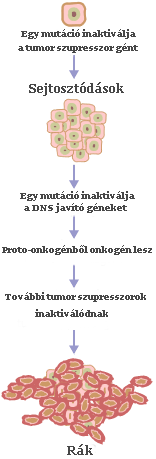
A rák kialakulása

A rák kialakulása (karcinogenezis) olyan folyamat, ahol felborul a sejtosztódás normális szabályozása. Általában komoly mutációk sorozata vezet a rák kialakulásához. A folyamatban részt vesznek onkogének és tumorszupresszor gének. Az onkogén elősegíti a rák kialakulását, ha egy mutáció során bekapcsolódik, míg a tumorszupresszor gének a rák kialakulását akadályozzák meg, amíg egy mutáció során ki nem kapcsolódnak.
A proto-onkogének változatos módon segítik elő a sejtnövekedést. Hormonokat termelhetnek, a sejtek közötti „kémiai üzenetközvetítőket”, amelyek elősegítik a mitózist, amelynek eredményessége a fogadó szövet vagy sejt jeltovábbítóin múlik. Mások az ingertovábbítási rendszerért és a sejtek, szövetek receptoraiért felelősek, így magukra a hormonokra való fogékonyságot irányítják. Mitogéneket termelnek, vagy a fehérje szintézishez nyújtanak segítséget a DNS transzkripció irányításával.
A proto-onkogének mutációja megváltoztathatja funkciójukat, megnövelve a termelt fehérjék mennyiségét vagy aktivitását. Ha ez bekövetkezik, onkogének alakulnak ki, így a sejtek nagyobb valószínűséggel kezdhetnek ellenőrizetlen szaporodásba, burjánzásba. A rák kialakulásának valószínűsége nem csökkenthető a proto-onkogének génkészletből való eltávolításával, hiszen szerepük kritikus a test növekedésében, „karbantartásában” és homeosztázisában. Csak a mutálódott gének adnak le kontrollálhatatlan növekedési jelzéseket.
A tumorszupresszor gének kódjai jelzéseket adnak a fehérjéknek, amelyek elnyomják a mitózist és a sejtnövekedést. A tumorszupresszorok általában transzkripciós faktorok, amelyeket a sejtszintű stressz, vagy a DNS valamilyen károsodása aktivál. A DNS károsodása beindít bizonyos enzimeket, amelyek végül aktiválják a tumorszupresszor géneket. E gének feladata, hogy felfüggesszék a sejtciklus előrehaladását, amíg a DNS kijavításra nem kerül, és így megakadályozzák a mutációk továbbadását a létrejövő új sejteknek. A legfontosabb tumorszupresszorok közé tartozik a p53 gén, amely egy transzkripciós faktor és számos sejtszintű hatás képes aktiválni, úgy mint a hypoxia vagy az UV-sugárzás által okozott károsodás.
Sajnos, magát a tumorszupresszor gént, vagy az őt aktiváló ingercsatornát is károsíthatja mutáció, „kikapcsolva” ezzel a gént. Ennek állandó folyománya, hogy a DNS kijavítására vagy egyáltalán nem kerülhet sor, vagy a javítás jelentősen lelassul, ez az állapot pedig elkerülhetetlenül rák kialakulásához vezet.
Ahhoz, hogy a rák kialakulhasson, általában mindkét géntípusban szükség van mutációs folyamatra. A csak egyetlen onkogénre korlátozódó mutációt elnyomná a normális mitózis-kontroll és a tumorszupresszor gének, amint azt a Knudson-hipotézis először megjósolta.
Egy tumor szupresszor gén mutációja nem okoz rákos elváltozást, hiszen a gén párja még be tudja tölteni funkcióját. Viszont ha több protoonkogén onkogénné alakul, és több tumorszupresszor génben is mutáció keletkezik, akkor sokkal nagyobb esély van rá, hogy a sejtciklus kicsússzon a szabályozás alól és a sejt kontrollálatlan osztódásba kezdjen. Mivel ezen gének szerepet játszanak a DNS hibák kijavításában, az ilyen jellegű mutációk számának növekedésével a génhibák mennyisége is nő.
Az onkogének általában domináns helyzetbe kerülnek, mivel mutálódva új funkcióhoz jutnak, míg a tumor szupresszorok általában recesszívek, mivel mutációik általában funkcióvesztéssel járnak. Minden sejt minden génből két példányt tartalmaz, mindkét szülőjétől egyet-egyet, és általában elég, ha a proto-onkogénnek csak az egyik génjében jön létre a funkciónyerő mutáció, a sejt már valódi onkogénné válik, míg a funkcióvesztő mutációnak mindkét génben meg kell ahhoz jelennie, hogy a tumor szupresszort teljesen kiiktassa. Vannak azonban olyan esetek is, amikor egy tumor szupresszor funkcióvesztő génje a másik példányt is kiiktatja, ezt hívjuk domináns negatív hatásnak. Több p53 mutációban is megfigyelhető ez a folyamat.

## Az öröklődés szerepe
A tumor szupresszor gének mutációi, amelyeket a sejtek saját utódjaik részére örökítenek át, megnövelik a rákbetegség kialakulásának valószínűségét. Az ilyen családok tagjaiban az áttételes rák előfordulásának esélye megnő, míg a látencia esélye jelentősen csökken.

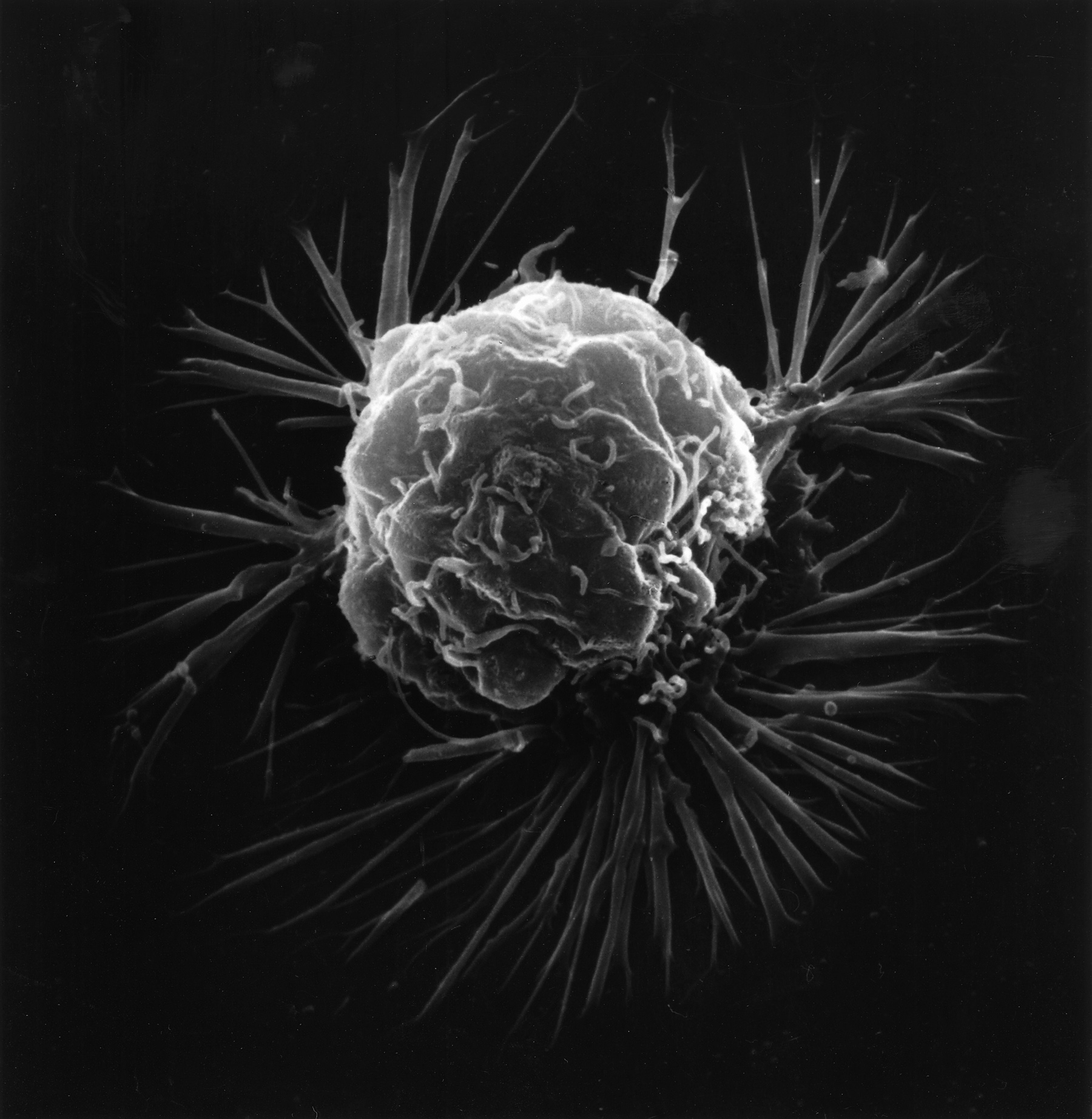
Mellráksejt

A mutáns tumor szupresszor átöröklődése a következő módon zajlik: az érintett egyik szülőjétől a gén egy hibás példányát kapja, és hibátlan példányt a másiktól. Tekintettel arra, hogy a tumor szupresszorokban a mutáns gén recesszíven viselkedik (bár vannak kivételek), a helyes példány elvesztésével létrejön a rák fenotípusa. Azok az egyének például, akik heterozigóták, és a p53 mutációinak helyén az aktuális kromoszómapárjuk egy bizonyos lokuszán az adott gén két változatával, allélekkel rendelkeznek, gyakran szenvednek Li-Fraumeni szindrómában, vagy azok, akik a Rb mutáció pontján heterozigóták, azokban retinoblastoma alakul ki. Hasonlóképpen, a adenomatózus polyposis coli gén mutációja közvetlen köthető a vastagbélrákhoz, amelynek során fiatalkorban több ezer polip alakul ki a vastagbélben. A BRCA1 és BRCA2 mutációi viszont a mellrák korai kialakulását eredményezik.
Végeredményben a rák genetikai károsodások összegzésével kialakuló állapot, ami valójában a DNS mutációinak felel meg. Az ilyen mutációkat okozó anyagokat mutagéneknek nevezik, azokat a mutagéneket pedig, amelyek rákot okoznak, karcinogéneknek.
A rák legtöbb formája „véletlenszerűen” alakul ki, és nincs örökletes jellemzője. Ugyanakkor, már több rákos megbetegedésről is kimutatták, hogy örökölhető. Például:
- a BRCA1 és BRCA2 gének egyes örökölt mutációi kapcsolhatók a mellrák és a petefészekrák megnövekedett kockázatához.
- Li-Fraumeni-szindróma: osteosarcoma, mellrák, lágyrész tumorok, agytumor kialakulási rizikója nagyobb a p53 fehérje mutációnak köszönhetően.
- Turcot-szindróma (agytumor és vastagbélrák)
- Familiáris adenomatózus polypozis: az APC gén mutációja miatt korán vastagbélrák alakul ki.
- A retinoblastoma öröklődése a leginkább kimutatott.

## A rosszindulatú sejtek jellemzői
A rosszindulatú daganatsejtek néhány jellemző tulajdonsága:
- az apoptózis elkerülése
- határtalan növekedési/osztódási képesség
- növekedési faktorral látják el magukat
- megnövekedett osztódási sebesség
- megváltozott differenciálódási készség
- nincs kontakt gátlás
- környező szövetek megszállása
- áttét kialakításának lehetősége távoli szövetekben
- új erek növekedésének elősegítése (angiogenezis)

Egy tumorsejtté változó sejtben nincs szükségszerűen jelen minden fenti jellemző, de utódsejtjei már kiválasztódtak azok kialakítására. E folyamat neve a klonális evolúció.

### Morfológia

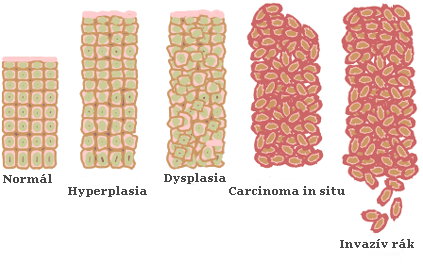
A rák progressziója

A rákszövet jellegzetes képet mutat a mikroszkóp alatt. Ezek a jellegzetességek: nagyszámú, osztódásban lévő sejt, méretükben és formájukban változó sejtmagok, méretükben és formájukban változó sejtek, a sejt karakterének megváltozása, a szokványos szövetszerveződés felbomlása, valamint a tumor elmosódó határa. Immunhisztokémiai vagy más molekuláris módszerekkel kialakíthatók bizonyos markerek a tumorsejtek felületén, ezek segítséget nyújthatnak a pontos diagnózis felállításában és a prognózis kialakításában is.
A szövetből nyert mintával (biopszia) és mikroszkópos vizsgálattal szintén megállapítható, hogy rosszindulatú sejtburjánzással vagy hyperpláziával, a normálisnál gyorsabb sejtosztódás eredményeként megnövekvő számú, de a szövetben normális szerkezetet mutató sejtekkel van dolgunk. Ez egy reverzibilis folyamat. A hyperplázia valamiféle irritáló hatásra, például bőrkeményedésre (callus) megjelenő normális szövetreakció is lehet.
A dysplasia abnormális sejtburjánzás, amelynek során megszűnik a szövet normális szerkezete és a sejtstruktúra is károsodik. Ezek a sejtek gyakran kerülnek vissza normális állapotukba, egyes esetekben azonban fokozatosan rosszindulatúakká válnak.
A dysplasia legsúlyosabb eseteit „carcinoma in situ”-nak nevezik. A carcinoma in situ („in situ” latinul „azon a helyen”) az eredeti helyhez kötött ellenőrizetlen sejtszaporodás, amely nem terjeszkedik más szövetek irányába. A carcinoma in situ azonban agresszív, rosszindulatú tulajdonságokat is kialakíthat, és, amennyiben lehetséges, sebészeti úton kerül eltávolításra. Átmenetet képez a dysplasiás jelenség és a karcinóma között.

## Lehetséges okozói
Bizonyos hatóanyagok bizonyos rákfajtákhoz kapcsolhatók.

### Dohányzás
A dohányzás a tüdőrák legjellemzőbb okozója.

### Sugárzás
A sugárzásnak, különösen a Nap UV-sugárzásának hosszú időn át kitett bőrön melanóma és egyéb bőrrákok alakulhatnak ki.

### Azbeszt
Az azbeszt-szálak belégzése összefüggésbe hozható a mesotheliomával. Általánosságban elmondható, hogy a mutagének és a szabad radikális gyökök okoznak mutációkat. Más típusú mutációt okozhatnak a krónikus gyulladások, hiszen a neutrofil granulociták a DNS-t károsító, szabad radikális vegyületeket választanak ki. A kromoszóma-transzlokáció a mutáció egy speciális fajtája, hiszen itt kromoszómák közötti csere jön létre.

### Növényvédőszerek
Krawczyk és munkatársai egy 2017-ben készült tanulmányban, Rio de Janeiróban magasabb, gyomor- és nyelőcsőrák miatt bekövetkező halálozási arányt mutatott ki a mezőgazdasági munkások között, a más munkaterületen dolgozókhoz viszonyítva.

### Alkohol
A legtöbb mutagén egyben karcinogén is, de néhány karcinogén nem mutagén. A nem-mutagén karcinogénekre jó példa az alkohol. Rákkeltő jellege a mitózis frekvenciájára gyakorolt hatásában keresendő. A gyorsabb mitózis során egyre kevesebb ideje marad az enzimeknek arra, hogy az esetlegesen sérült DNS-t kijavíthassák, így megnő a genetikai hiba kialakulásának veszélye. A mitózis során kialakuló hiba hatására a létrejövő sejt hibás vagy nem megfelelő számú kromoszómát kaphat, amely végső soron rák kialakulásához vezethet.

### Vírusok
Jó néhány rákfajta vírusos fertőzéssel kezdődik, bár ez elsősorban állatokra, azon belül is a madarakra igaz, az ember rákbetegségeinek csak mintegy 15%-áért felelősek a vírusok. Az ilyen rákokat két csoportra oszthatjuk: a gyorsan transzformálódó és a lassan transzformálódó vírus által keltett rákra. A gyorsan transzformálódó változatoknál a vírusban jelen lévő egyik gén szuperaktív onkogénné kódolja magát, ez a vírus-onkogén (v-onk), és a megfertőzött sejt azonnal átalakul, amint ez a v-onk megjelenik. Ezzel ellentétben a lassan transzformálódó vírusok génjeiket a befogadó sejt génjében található proto-onkogének közelében helyezik el. Ez a folyamat jellemző például a retrovírusokra is.
Retrovírus emberben tumort nem okoz.
A vírus transzkripciót szabályozó elemei a proto-onkogén túlhangsúlyosodását okozzák, amely az ellenőrizetlen sejtszaporodás beindulásához vezet. Tekintettel arra, hogy a vírus által okozott genetikai szennyezés nem jellemző a proto-onkogénekre, és a beágyazódás esélye pont azon a helyen igen kicsi, a lassan transzformálódó vírusok által okozott rákbetegségek lappangási ideje sokkal hosszabb, mint a gyorsan transzformálódó változaté, amely már magában hordozza a speciális onkogént.

### Mutáció
Lehetetlen bármely rák valódi, eredeti okát teljes bizonyossággal megállapítani. A molekuláris biológia technikái alkalmazásával azonban feltárható a tumoron belüli kromoszóma aberráció vagy mutáció jellege, és a betegség előrejelzése terén gyors fejlődés tapasztalható az egyes esetekre jellemző mutáció-spektrum feltárásának és elemzésének köszönhetően. Ma már kijelenthető, például, hogy kb. a tumorok felében egy hibás p53 gén található. Ez a mutáció igen gyakran áll összefüggésben valamiféle hibás orvosi diagnózissal, hiszen a helytelen kezelés miatt megsérülő tumorsejtek esetében ritkább az apoptózis (programozott sejthalál). A telomeráz mutációk további akadályokat távolítanak el, megnövelve ezzel a sejtosztódás frekvenciáját és számát. Olyan mutáció is létezik, amely lehetővé teszi a tumor angiogenezisét, azaz, hogy a tumor vérereket növesszen saját ellátása érdekében, illetve metasztázisát, vagyis áttételek kialakulását.

### Lelki traumák
A rák okait kutatva – Új Germán Medicina néven – új szemléletmód fogalmazódott meg az 1990-es években. (Megalkotója Ryke Geerd Hamer, német orvos- és teológiai doktor.) Az elmélet szerint saját tudatunk és elszenvedett konfliktusaink alapvető szerepet játszanak a rák kialakulásában és fennmaradásában. A mai napig nincs dokumentált eset arra, hogy Hamer áltudományos módszerének segítségével bárki meggyógyult volna, ellenben számos halálos áldozatról jelentettek szerte Európában.

### Egyes foglalkozásoknál típusosan előforduló rákok
| Leírás éve | Rákfajta                  | Foglalkozás                                                                              |
| ---------- | ------------------------- | ---------------------------------------------------------------------------------------- |
| 1775       | hererák                   | kéményseprő (korommal való érintkezés)                                                   |
| 1820       | bőrrák                    | barnaszénbányász (szurokkal való érintkezés)                                             |
| 1879       | tüdőrák                   | bányászok (szénpor belégzése)                                                            |
| 1894       | bőrrák                    | matrózok (szurkos vitorlavászonnal, pallókkal való érintkezés, extrém napon tartózkodás) |
| 1895       | húgyhólyagrák             | fukszinnal érintkező munkások                                                            |
| 1902       | bőrrák                    | Röntgen-személyzet                                                                       |
| 1912       | tüdőrák                   | krómmal való érintkezés                                                                  |
| 1922       | here- és bőrrák           | palával való érintkezés                                                                  |
| 1928       | leukémia                  | benzollal való érintkezés                                                                |
| 1933       | felső légút- és tüdőrák   | nikkellel való érintkezés                                                                |
| 1933       | tüdőrák                   | azbeszttel való érintkezés                                                               |
| 1938       | pleurális mesothelioma    | azbeszttel való érintkezés                                                               |
| 1954       | peritoneális mesothelioma | azbeszttel való érintkezés                                                               |
| 1972       | tüdőrák                   | éterrel való érintkezés                                                                  |
| 1974       | máj angioszarkómája       | vinil-kloriddal való kapcsolat                                                           |

## Felnőttek rákbetegségei
Az Egyesült Államokban és más fejlett országokban ma az összes haláleset kb. 25%-áért felelősek a különböző rákbetegségek. Évente a lakosság kb. 0,5%-át diagnosztizálják rákkal.
Az alábbi statisztikai adatok Magyarország felnőtt lakosságára vonatkoznak.
Az évi új bejelentett daganatos esetek száma mindkét nemre vonatkoztatva 2001-ben a Nemzeti Rákregiszter adatai alapján (58 772 tumor, 51 136 beteg)
| Daganat                             | Esetszám | Daganat           | Esetszám |
| ----------------------------------- | -------- | ----------------- | -------- |
| 1. tüdő                             | 8827     | 7. prosztata      | 2304     |
| 2. kolorektális (vastag- és végbél) | 7600     | 8. gyomor         | 2175     |
| 3. bőr                              | 6379     | 9. húgyhólyag     | 2091     |
| 4. emlő                             | 5730     | 10. vese          | 1535     |
| 5. nyirok- és vérképzőrendszer      | 3034     | 11. hasnyálmirigy | 1466     |
| 6. ajak- és szájüreg                | 2993     | 12. melanóma      | 1286     |

Magyarországi daganathalálozási sorrend (KSH 1999–2000 átlag). Az adatok mindkét nemre vonatkoznak.
| Daganat                             | Esetszám | Daganat        | Esetszám |
| ----------------------------------- | -------- | -------------- | -------- |
| 1. tüdő                             | 7853     | 8. prosztata   | 1393     |
| 2. kolorektális (vastag- és végbél) | 4911     | 9. máj         | 959      |
| 3. emlő                             | 2371     | 10. nyelőcső   | 883      |
| 4. gyomor                           | 2236     | 11. epehólyag  | 841      |
| 5. nyirok- és vérképzőrendszer      | 1946     | 12. húgyhólyag | 758      |
| 6. ajak- és szájüreg                | 1653     | 13. agy        | 717      |
| 7. hasnyálmirigy                    | 1554     |                |          |

### Gyermekek rákbetegségei

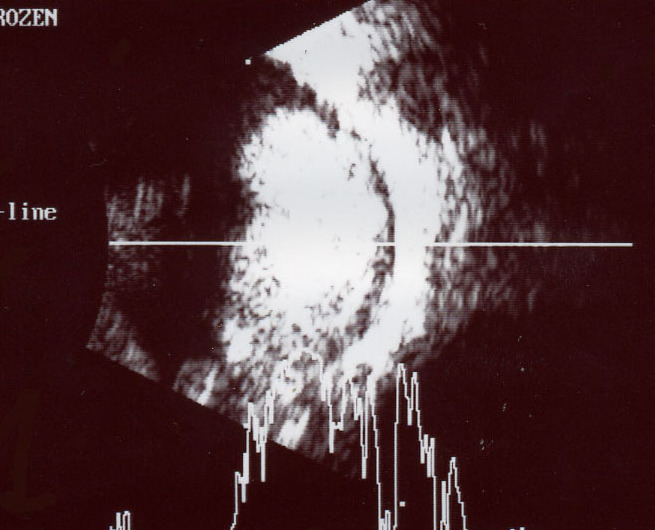
Ultrahangfelvétel retinoblastoma tumorról egy hároméves kisfiú szemében

Rákbetegségek előfordulhatnak gyermekeknél és pubertáskorú fiataloknál is, de igen ritkán.
Kisgyermekek esetében a rák leggyakoribb előfordulása az első életévben figyelhető meg. A leukémia (általában akut lymphoblastos leukaemia) fordul elő leggyakrabban (kb. 30%), ezt követik a központi idegrendszer rákjai és a neuroblastoma. A többi esetben Wilms-tumor, lymphomák, rhabdomyosarcoma, retinoblastoma, osteosarcoma és Ewing-szarkóma. A gyerekkori rosszindulatú agydaganatok leggyakoribb típusa a medulloblastoma.
A különböző rákok előfordulási aránya alapvetően megegyezik a fiú- és a leánygyermekek esetében. Érdekesség, hogy a fehérbőrű gyerekeknél szinte minden rákforma gyakrabban fordul elő, mint fekete társaiknál. A gyermekek túlélési rátája igen jó a neuroblastoma, a Wilms-tumor és a retinoblastoma eseteiben, jó (80%) a leukémia betegségnél, de nagyon rossz a többi rákfajtánál.

### Környezet és étkezés
Évtizedes kutatások eredményeként egyre biztosabban állítható, hogy erős a kapcsolat a dohányzás és a rák több formájának kialakulása között. Ezt a kapcsolatot már több száz különféle közegészségügyi kutatás támasztotta alá. Az a tény, hogy az Egyesült Államokban a tüdőrák okozta halálesetek száma egyenes arányban áll a dohányzás alakulásával, tovább erősíti ezt a feltételezést. A dohányzás növekedése drámai módon növelte a tüdőrákos halálesetek arányát, míg a dohány felhasználásában a közelmúltban megfigyelhető csökkenést a tüdőrákos halálesetek csökkenése követte a férfiak körében. Az összes rákos megbetegedés mintegy fele a dohányzásra, étkezési szokásokra és a környezetszennyezésre vezethető vissza.
Egyes korábban (DDT), illetve jelenleg (pl. triazin típusú kukorica-gyomirtók, vagy a gabonák gyomirtására használt (2,4 D) kiszórt növényvédőszerek maradványai női hormonhoz hasonló hatással vannak az emlősökre. Ezek a vegyületek a női szervezetbe jutva erősítik a menstruációs görcsöket, illetve növelik a rák kialakulásának veszélyét, fiú csecsemőknél rejtettheréjűséget, illetve serdülőkori daganatok kialakulását okozhatnak. Kétéltűeknél növeli a hermafroditizmus esélyét.
További veszélyeztető hatás a hulladékégetők tisztítatlan füstgázai, illetve a műanyag csomagolóanyagok formálhatóságáért alkalmazott adalékanyagok.
A klímaváltozás – migrációs hatása és az elszegényedést fokozó hatása miatt és elsősorban a forró égöv alatti régiókban – hozzájárul a rákos megbetegedések számának növekedéséhez a gyermekek körében.

## Közegészségügy
Egyes nyugati országokban, mint például az USA-ban vagy az Egyesült Királyságban, a rák megelőzi a szív- és érrendszeri betegségeket a vezető halálok szempontjából. A harmadik világ országaiban a rák előfordulása jóval alacsonyabb (már amennyire ez mérhető), valószínűleg azért, mert a fertőző betegségek és a balesetek miatti halálesetek száma messze magasabb. Ahogy a Harmadik Világ országaiban egyre javul a malária és a gümőkór elleni fellépés hatékonysága, a rákbetegségek előfordulásának aránya biztosan növekedni fog; az epidemiológia terminológiája szerint ezt a jelenséget hívják jéghegy jelenségnek.
A rák elterjedtsége pontosan tükrözi a különböző kockázati tényezők jelenlétét bizonyos országokban. A májrák (hepatocelluláris karcinóma) ritka a nyugati országokban, míg Kínában az első számú rákforma, tekintettel a hepatitis B vírus és az aflatoxin elterjedtségére az ottani népesség körében. Nyugati országokban viszont a dohányzás terjedésével a tüdőrák előfordulása növekedett meg jelentősen.

## Megelőzése
A rák megelőzése alatt azokat az aktív intézkedéseket értjük, amelyekkel elérhető a rák előfordulásának csökkenése. Egyénileg tehetünk a rák megelőzéséért a kockázatot növelő tényezők csökkentésével, melyek a következők:
- dohányzás
- elhízás
- mozgásszegény életmód
- helytelen táplálkozás
- fokozott alkoholfogyasztás

Tudományosabb megfogalmazásban megelőzhető karcinogének (rákkeltők) elkerülésével vagy metabolizmusuk megváltoztatásával, illetve orvosi beavatkozással, mint például kemoprevenció vagy a rákosodó bőrfoltok kezelhetők.
A rák megelőzésének ígéretessége azokból az epidemiológiai felmérésekből adódik, amelyek változtatható életmódi jellegzetességek és környezeti hatások kapcsolatát mutatják ki egyes rákfajtákkal. Ma már ellenőrzött véletlenszerű kísérletek azt is bizonyítják, hogy a közegészségügyi vizsgálatok által javasolt beavatkozások és a laboratóriumi kísérletek gyógyításban való alkalmazása ténylegesen csökkenti a rák előfordulását.
A változtatható, rákkeltő faktorok közé tartozik az alkoholfogyasztás (növeli a szájüreg, a nyelőcső, a mell és más rákok kialakulásának valószínűségét), vagy a túlsúlyosság (a bélrendszer, a mell és esetleg további rákfajtákkal hozható kapcsolatba). Epidemiológiai felmérések alapján kijelenthető, hogy a túlzott alkoholfogyasztás kerülése, az ideális testsúly megtartása és a fizikai aktivitás hozzájárulhatnak bizonyos ráktípusok kialakulásának csökkentéséhez. El kell ugyanakkor ismerni, hogy a dohányzás mellőzésével elérhető pozitív hatás mellett ezek a jótékony hatások eltörpülnek és kevésbé bizonyítottak is. További életmódbeli és környezeti hatások, amelyekről kimutatták, hogy köze lehet a rák kialakulásához: egyes szexuális és reproduktív praktikák, exogén hormonok alkalmazása, ionizáló- és ibolyántúli sugárzás, egyes foglalkozásbeli és vegyi hatások, valamint egyes fertőző ágensek.

### Az étrend és a rák
Az étrend és a rák kapcsolatában konszenzus alakult ki a tekintetben, hogy a falánkság jelentősen növeli a rák kialakulásának kockázatát. Az étrendbeli eltérések gyakran magyarázzák azt a tényt, hogy különböző országokban különböző ráktípusok fordulnak elő (például Japánban gyakoribb a gyomorrák, míg a vastagbélrák előkelőbb helyen áll az Egyesült Államokban). Felmérések kimutatták, hogy a bevándorlók rák-kockázata a befogadó országukra jellemző kockázat szerint alakul, ez további elem az étrend és a rák kialakulásának bizonyítására.
Annak ellenére, hogy több különböző anyagról (köztük élelmiszerekről) jelentették már ki, hogy, pozitív vagy negatív módon, hatással van a rák kialakulására, csak nagyon kevésről tudták ezt a kapcsolatot kétséget kizáróan bebizonyítani. Ezek a jelentések is gyakran csak laboratóriumi sejttenyészeteken vagy kisállatokon végzett kísérleteket dokumentálnak, amire alapozva nem lehet egészségügyi javaslatokat vagy előírásokat megfogalmazni. Erre csak emberek részvételével végzett megfigyelésen (vagy esetleg lehetséges beavatkozáson) alapuló kísérletek eredménye esetén kerülhet sor.
A béta-karotin esete jól példázza a véletlenszerű klinikai kutatás szükségességét. Az étrendet és a szérumszinteket egyszerre tanulmányozó kutatók megfigyelték, hogy a nagy mennyiségű béta-karotin (az A-vitamin prekurzora) védő mechanizmusként viselkedik, csökkenti a rák kialakulásának kockázatát. Ez a hatás különösen erős volt a tüdőrák esetében. A hipotézis hatására széles körű kísérletet indítottak el, amelyet az 1980-as és 1990-es években egyszerre végeztek Finnországban és az Egyesült Államokban (CARET kísérlet). A kísérletben 80 000 dohányost vagy korábbi dohányost láttak el napi béta-karotin adaggal, illetve placebóval. A várakozásokkal ellentétben, a kísérlet nem igazolta a béta-karotin jótékony hatását a tüdőrák előfordulására vagy halálozási arányára, sőt, annak kockázata valamelyest, ha nem is szignifikánsan, megnőtt a béta-karotin hatására, így a kísérletet a végeredmény előtt befejezték.
A 2015. október 26-án nyilvánosságra hozott WHO tanulmány kimutatta, hogy a húsfogyasztás növeli a rák kialakulásának kockázatát.

### Más kemopreventív ágensek
Bebizonyosodott, hogy a tamoxifen (szelektív ösztrogén receptor modulátor) öt éven át tartó napi alkalmazása 50%-kal csökkenti a mellrák kialakulásának kockázatát az arra fogékony nők esetében. A Cisz-retinsavról is kimutatták, hogy csökkenti a második elsődleges daganat kialakulását elsődleges fej- és nyakrákban szenvedő betegeknél. A finaszterid (5-alfa reduktáz inhibitor) csökkenti a prosztatarák kialakulásának kockázatát. A kemoprevenció során további, sikerrel kecsegtető hatóanyagok között található a COX-2 szelektív inhibitor, amely gátolja a cyclooxigenáz enzimet, mely a gyulladást okozó prosztaglandinok szintézisében vesz részt.

### Genetikai vizsgálatok
A nagy kockázati tényezőkkel élő személyek részére már genetikai vizsgálatot, pozitív lelet esetén szigorú felügyelet mellett végrehajtandó kemoprevenciót vagy kockázatcsökkentő sebészeti beavatkozást is kínál a jelenlegi orvostudomány egyes rákos mutációk esetében.

## Rákdiagnosztika
A rákokat a megjelenő jelekből vagy tünetekből, vagy pedig szűréssel lehet felismerni. Egyikből sem lehet végleges diagnózist felállítani, ehhez egy patológus szakvéleményére is szükség van.

### Jelek és tünetek
- Vér felköhögése, állandó rekedtség, ami nem a hangszalagok túlzott igénybevételét, nikotinfogyasztást vagy megfázást követően alakul ki, fokozott érzékenység hörgő fertőzésekre és tüdőgyulladásra (tüdőrák)
- Nyelési panaszok (nyelőcső-rák)
- Véres széklet, sötét színű széklet (a vértől és gyomorsavtól) (vastagbélrák)
- Véres hányás (gyomorrák)
- Vér a vizeletben (hólyagrák)
- Állandó, heves fejfájás, amelyet gyakran kísér szédülés, látás- és hallászavarok (agydaganat)
- Anyajegyek, melyek mérete és/vagy színe hirtelen megváltozik, váladékozik vagy vérzik (bőrrák)
- Súlyvesztés nem tisztázott okból (az összes daganatos betegség)
- Heves hasfájás, amelyet gyakran szédülés, hányás, hasmenés kísér (gyomorrák)
- Fáradtság, levertség, ami nem a stressz és nem fokozott testi terhelés hatására jelentkezik (az összes daganatos betegség)
- A vérvételi eredményen a megemelkedett leukocyta szám (normál értéke 7000-9500) jelezhet daganatos betegséget, amennyiben kizárható a gyulladásos betegség
- A mellbimbó váladékozása, férfiaknál a mell növekedése (mellrák)
- Nőknél pecsételő vérzés a menstruációk közt vagy fájdalmas menstruáció, vagy hüvelyi vérzés változókorban (petefészekrák)
- Minden olyan seb vagy fekély, ami nem gyógyul be teljesen három héten belül (bőrrák)
- Nem gyógyuló afta (garatrák)

Részletek: http://www.webbeteg.hu/cikkek/daganat/11200/a-daganatos-betegsegek-lehetseges-elso-jelei

## A rák kezelése
A kezelés stratégiájának kiválasztását sokszor a rákos daganat elhelyezkedése, előrehaladottsága és a beteg általános állapota szabja meg.
Legismertebb kezelési stratégiák: 1. a daganat sebészeti úton való eltávolítása, 2. a daganat kémiai úton való eltávolítása (kemoterápia) 3. Röntgen- vagy gamma sugárkezelés és 4. immunterápia, ami olyan „gyógyoltásos” kezelést használ, ami a szervezet immunrendszerére serkentően hat: így például a rákos szöveteket kémiai úton olyan vegyületcsoporttal látja el, amelyeket az immunrendszer tévesen vírusnak néz és vírus elleni sejtek rohamos előállítására gerjeszti.
Mivel a rákos betegség jellegzetessége az, hogy a rákos sejtek nyúlványaikkal a testet elárasztják, a kezelés célja a rák teljes eltávolítása a szervezetből, éspedig a test többi részének károsítása nélkül, ami nem mindig érhető el. A sebészeti beavatkozás néha sikeres, de a rákok képessége, hogy a szomszédos szöveteket is megtámadják, és a test távoli részeibe is áttevődjenek, korlátozza ennek a kezelésnek a sikerét. A kemoterápia eredményességét befolyásolja mérgező hatása a többi szövetre. A sugárkezelés is károsíthatja az egészséges szöveteket.
Mivel a „rák” egy betegségkategóriát jelöl, jó ideig nem tartották valószínűnek, hogy gyógyítására egységes eljárást találhatnánk. Az alábbi kísérleti eredmények között van, ami ezt a nézetet megcáfolja.
Példák:
1. A Szegedi Tudományegyetemen ígéretes és nemzetközileg is elismert kutatásokat folytatnak mágneses folyadékokkal a rák ellen, egy bőrrákos esetet pedig a páciens CD4+T fehérvérsejtjének 5 milliárd példányban való klónozásával sikerült kezelni két év alatt.
2. A lodamin nevű szer, amelyet a Aspergillus fumigatus fresenius nevű gomba nanotechnológiai kezelésével fejlesztettek ki, az egérkísérletek alapján többféle tumor, így mellrák, neoroblasztóma, petefészekrák, prosztatarák és a glioblasztómának nevezett agytumor ellen is hatásosnak mutatkozott, és a májáttételeknek megakadályozásában is hatékonynak bizonyult.
3. Az abirateron-acetát nevű hatóanyag (kódjele CB7630) ezzel szemben kifejezetten az áttétes prosztatarák terápiájában mutatott fel jó eredményeket.
4. 2008-ban génmódosított dohánynövényből sikerült előállítani olyan, személyre szabott vakcinát, amellyel a páciens saját immunrendszerét késztetik immunválaszra a tumorsejtekkel szemben.
5. A kínaiak által évezredek óta gyógynövényként használt egynyári üröm (Artemisia annua) olyan anyagot (artemisinin) tartalmaz, amely bizonyos ráksejteket 1200-szor erélyesebben pusztít el, mint a jelenleg használt készítmények.
6. Az RFQMR – Rotational Field Quantum Magnetic Resonance – (forgómezős kvantum mágneses rezonancia) technológia alkalmazásával egy olyan fájdalommentes és a beteg életkörülményeinek javítását szolgáló alternatív gyógymód is megjelent, amely több éves klinikai vizsgálatokkal bizonyítottan a legtöbb betegnél a rosszindulatú daganatokat megállítja, és gyakran vissza is fejleszti.
7. Max Gerson orvos kifejlesztette az ún. Gerson-terápiát, egy alternatív rákkezelést, amelyről azt állította, hogy képes meggyógyítani a rákot. Az orvostudomány más képviselői azonban erősen támadták ezt a terápiát.

## Társadalmi hatás
A rák a halálos betegség szinonimájaként él a köztudatban. Egyes formáira ez bizonyosan igaz, azonban az orvostudomány előrehaladása egyre inkább felforgatja ezt a történelmi felfogást. Bizonyos ráktípusok kilátásai sokkal jobbak, mint egyes nem-rosszindulatú betegségeké, mint például a szívroham vagy az agyvérzés.
A progresszív és áttételes rosszindulatú betegség komoly hatással van a páciens életminőségére, egyes kezelések igen súlyos mellékhatással járnak (például a kemoterápia). A rák előrehaladott állapotában a betegnek igen sok gondoskodásra van szüksége, ez a család tagjait és barátokat is érintheti.

## Rákkutatás
A rákkutatás az az intenzív tudományos erőfeszítés, amelynek célja a betegség folyamatainak megértése és a lehetséges gyógymódok megtalálása. Ugyan a rák megértése exponenciálisan javult a 20. század utolsó évtizedei óta, a radikálisan új kezelési módszerek bevezetése csak fokozatosan halad előre.
A célzott terápia, amely módszer először az 1990-es évek végén vált elérhetővé, igen nagy eredményeket hozott egyes ráktípusok kezelésében, jelenleg kiemelt kísérleti szakterület. Ez alapvetően a ráksejtek szabálytalan fehérjéinek megfelelő ágensek felhasználását jelenti. Apró molekulák (mint az imatinib és a gefitinib nevű tirozin kináz inhibitorok) és egyes monoklonális ellenanyagok jelentős előrelépést jelentenek az onkológiai gyógyításban.
A célzott terápia során apró peptidek alkalmazására is sor kerülhet, mint hordozó és kapcsolódó szerkezet, amely képes kapcsolódni a tumor környezetében található sejtek felszíni receptoraihoz vagy az érintett sejtenkívüli mátrixhoz. A peptidekhez kapcsolódó radionukleidek (például RGD-k) megölik a rákos sejtet, amint a nukleid felbomlik a sejt mellett.

## Rák immunterápia
Ez nem megelőző védőoltásra vonatkozik, hanem beteg kezelésére. Egy német kutatócsoport a Johannes-Gutenberg egyetemen a Mayence-i BioN-Tech vállalkozással együttműködve jelentette 2016 júniusában, hogy egy kémiai úton rákos sejtek genetikus anyagához kapcsolt lipid-nanorészecskéken alapuló injekciós kezeléssel remek eredményeket értek el. Az elv az, hogy az oltóanyag a szervezet anti-immun védőmechanizmusát, masszív és pontosan célzott reakcióra serkenti. A jelentést a francia Sciences et Avenir folyóirat tudósítja. a kutatócsoport jelentése alapján
A kutatók egy új kezelési stratégiát dolgoztak ki, a lipid nanorészecskéket tartalmazó oltóanyagba a rákos sejtek ribonukleáris savát képviselő genetikus anyagának hozzáadásával.
A jelentés egy egereken végrehajtott kísérletsorozat utáni három beteg sikeres kezelését részletezi:
- Beteg 1. Kezelése öt hétig tartó, hetente alkalmazott injekciósorozatból állt. Ez igen alacsony koncentrációval kezdődött, egyre növekvő koncentrációval folytatódott. Eredmény: a rákos daganat sejtjei teljesen elsorvadtak. A sorvadó, dendritikus, rendszertelen szalmakazalhoz hasonlítható rákdaganat képe megtekinthető a francia cikkben (74. o.)
- Beteg 2. Az injekciós kezelést több daganat sebészeti műtét általi eltávolítása után végezték. Eredmény: a kezelést követő hét hónap alatt több daganat nem jelent meg.
- Beteg 3. Tüdejében nyolc rákos daganatot konstatáltak. Eredmény: több daganat a kezelés után nem fejlődött ki.

A nagy jelentőségű annak felismerése, hogy rákos sejt ribonukleáris sav anyagát a szervezet vírushoz hasonló fertőző anyag által kifejtett hatásra tudja gerjeszteni, valamint technika kifejlesztése annak, hogy ezt az anyagot injekcióval a szervezetbe tudjuk bevezetni. Az injekció ribonukleáris sav komponense egy a testet támadó fertőző anyag, vírus jelenlétét imitálja, ami hatására a szervezet agresszíven reagál, mégpedig CD8+ alfa interferon termeléssel. Az interferon fehér (T-limfocita) vírusölő hatású vérsejt-termelést eredményez, aminek koncentrációja a lépben, az ízületekben és a csontvelőben rohamosan megnövekszik, ahonnan a daganatok helyére vándorolnak azok elpusztítására. Azt is fontos megjegyezni, hogy az oltóanyagként jelzett injekcióban a különböző rákfajtákra sajátságosként tekintett, lipid nanorészecskék töménységéhez viszonyított, pontos ribonukleáris savkoncentráció meghatározása után maga a kezelés relatíve olcsónak ígérkezik.

### Magyar nyelvű
- www.daganatok.hu
- Startlap a rákos megbetegedésekről
- Országos Onkológiai Intézet Archiválva 2008. december 24-i dátummal a Wayback Machine-ben
- Magyar Klinikai Onkológiai Társaság
- Magyar Rákellenes Liga
- Onkopszichológia
- Rákkutatás.lap.hu – linkgyűjtemény
- Rákkal kapcsolatos átverések, lánclevelek
- Sinkovics József – Horváth József: Vakcinák a rák ellen (Magyar Tudomány, 1999. november)
- Eydie Mae és Chris Loeffler: Hogyan győztem le a rákot természetes úton (ISBN 963 86122 66)
- Elkészült a rákbetegségek térképe, alapjaiban változhat meg a rákkezelés

### Angol nyelvű lapok

#### Kutatások
- Cancer Research Foundation Archiválva 2020. november 27-i dátummal a Wayback Machine-ben
- A World Health Organisation rákról szóló oldala
- 2005-ös USA statisztikák
- Cancer Medicine, 6. kiadás
- National Comprehensive Cancer Network Archiválva 2021. június 30-i dátummal a Wayback Machine-ben
- US National Cancer Institute
- European Organization for Research and Treatment of Cancer
- International Society for Biological Therapy of Cancer

#### Társaságok
- American Cancer Society
- American Association for Cancer Research
- Cancer a MedlinePlus-ról
- Cancer Research UK – Cancer Resources[halott link]
- Cancer Research UK – Cancer Help
- Childhood Cancer Booklist and Resources